# جيروم ويليس
جيروم ويليس (بالإنجليزية: Jerome Willis)‏ هو ممثل بريطاني، ولد في 23 أكتوبر 1928 بلندن في المملكة المتحدة، وتوفي في 11 يناير 2014 بويمبلدون في المملكة المتحدة.

## وصلات خارجية
- جيروم ويليس على موقع IMDb (الإنجليزية)
- جيروم ويليس على موقع ألو سيني (الفرنسية)
- جيروم ويليس على موقع ميوزك برينز (الإنجليزية)
- جيروم ويليس على موقع أول موفي (الإنجليزية)
- جيروم ويليس على موقع قاعدة بيانات الأفلام السويدية (السويدية)
- جيروم ويليس على موقع قاعدة بيانات الفيلم (الإنجليزية)
- جيروم ويليس على موقع كينوبويسك (الروسية)